# Ænema
 (mars 2017).
Singles de Tool
H.
(1996) Forty Six & 2
(1997)
Ænema est une chanson du groupe de métal progressif américain Tool. Il s'agit du troisième single de leur second album studio Ænima. La chanson a atteint la vingt-cinquième place sur le Billboard Mainstream Rock Tracks chart en août 1997.
La même année, Tool se voit décerner le Grammy Award de la meilleure prestation metal pour cette chanson.

## Clip vidéo
Le clip vidéo a été dirigé par le guitariste du groupe Adam Jones qui utilise la technique d'animation en volume ou stop-motion. La vidéo tourne autour d'un personnage humanoïde avec des caractéristiques étrangères. Tout au long de la vidéo, le personnage s'aventure dans un monde aquatique.

## Membres du groupe lors de l'enregistrement de la chanson
- Maynard James Keenan - chant
- Adam Jones - guitare
- Justin Chancellor - basse
- Danny Carrey - batterie